# Orgilus alboannulatus
Orgilus alboannulatus är en stekelart som beskrevs av Van Achterberg 2000. Orgilus alboannulatus ingår i släktet Orgilus och familjen bracksteklar. Inga underarter finns listade i Catalogue of Life.